# Edinost (list)
Edinost je bilo socialno-politično glasilo, ki je kot tednik v Mariboru izhajalo od leta 1938 do 1940.
Mariborski tednik je naslov prevzel po tržaški Edinosti.  Urednika sta bila Jaro Dolar in France Gerželj. Tednik je bil glasnik narodne enotnosti in tolmač gospodarskih, političnih in kulturnih interesov slovenske družbe; veliko pozornost je posvečal vprašanjem slovenskega kmetijstva, pogosti pa so bili tudi članki z narodnoobrambno vsebino ter o mladinski problematiki. V zasnovi lista je bil sčasoma vse bolj opazen premik na »levo«, kar je potrjevala izbira sodelavcev, med katerimi so bili tudi 
Vito Kraigher, Cvetko Zagorski, Lojze Zupanc in drugi. Skriti za začetnicami pa so sodelovali tudi avtorji, člani KPS, ki so živeli v ilegali, znaten del političnih komentarjev pa je napisal J. Dolar.